# Android SDK
Android SDK là một software development kit bao gồm một bộ công cụ phát triển toàn diện. Chúng bao gồm trình gỡ lỗi, thư viện, trình giả lập thiết bị cầm tay dựa trên QEMU, tài liệu, code mẫu, và các hướng dẫn.  Các nền tảng phát triển hiện được hỗ trợ bao gồm máy tính chạy Linux (bất kỳ bản phân phối Linux dành cho desktop hiện đại nào), Mac OS X 10.5.8 trở lên, và Windows 7 trở lên. Tính đến  tháng 3 năm 2015, SDK không có sẵn trên Android, nhưng có thể phát triển phần mềm bằng cách sử dụng các ứng dụng Android chuyên dụng.
Cho đến khoảng cuối năm 2014, môi trường phát triển tích hợp (IDE) được hỗ trợ chính thức là Eclipse sử dụng Plug-in Android Development Tools (ADT). Kể từ 2015, Android Studio, là IDE chính thức; tuy nhiên, các nhà phát triển có thể tự do sử dụng những IDE khác, nhưng Google đã nói rõ rằng ADT đã chính thức không được dùng nữa kể từ cuối năm 2015 để tập trung vào Android Studio với tư cách là Android IDE chính thức. Ngoài ra, các nhà phát triển có thể sử dụng bất kỳ trình soạn thảo văn bản nào để chỉnh sửa các tệp Java và XML, sau đó sử dụng các công cụ dòng lệnh (cần có Java Development Kit và Apache Ant) để tạo, dựng và gỡ lỗi các ứng dụng Android cũng như kiểm soát các thiết bị Android được đính kèm (ví dụ: kích hoạt khởi động lại, cài đặt (các) gói phần mềm từ xa).
Các cải tiến đối với SDK của Android song hành với sự phát triển nền tảng Android tổng thể. SDK cũng hỗ trợ các phiên bản cũ hơn của nền tảng Android trong trường hợp các nhà phát triển muốn nhắm mục tiêu ứng dụng của họ vào các thiết bị cũ hơn. Các công cụ phát triển là các thành phần có thể tải xuống, vì vậy sau khi tải xuống phiên bản và nền tảng mới nhất, các nền tảng và công cụ cũ hơn cũng có thể được tải xuống để kiểm tra khả năng tương thích.
Các ứng dụng Android được đóng gói ở định dạng .apk và được lưu trữ tại thử mục /data/app trên Android OS (tthư mục này chỉ người dùng root mới có thể truy cập được vì lý do bảo mật). Gói APK chứa các file .dex (file mã byte được biên dịch được gọi là tệp thực thi Dalvik), file tài nguyên, v.v.

## Android SDK Platform Tools
Android SDK Platform Tools là một tập hợp con có thể tải xuống riêng của SDK đầy đủ, bao gồm các công cụ dòng lệnh như adb và fastboot.

## Bảo mật
Một số vấn đề bảo mật đã được phát hiện trong năm 2014 .